# Blumberg
Blumberg là một thị trấn thuộc huyện Schwarzwald-Baar, bang Baden-Württemberg, Đức. Nơi đây nằm cách Donaueschingen 19 km về phía nam.